# Daniel Daller
Héctor Daniel Daller Toledo (Temuco, Chile, 24 de diciembre de 1956) es un exfutbolista chileno. Jugaba como extremo izquierdo.

## Trayectoria
Oriundo de Temuco, comenzó su carrera profesional en Green Cross-Temuco durante 1975.Luego de 5 temporadas en las que alternó entre titularidad y suplencia, en 1980 firmó para Deportes Aviación, que durante esa temporada desciende a Segunda división; sin embargo la temporada siguiente termina en un tercer lugar en dicha divisional, más en enero de 1982 el club entra en receso indefinido.
Para 1982 firma por Santiago Wanderers de la Segunda división, terminando en la 12 posición del torneo oficial, más logrando el ascenso administrativo a la Primera DivisiónEn 1983 ficha por Audax Italiano, donde se mantuvo hasta fines de la temporada 1985, participando en 79 partidos y marcando 9 goles.
Luego de defender los colores de Rangers durante 1986, se retira al año siguiente jugando para Iván Mayo.

## Clubes
| Club               | País  | Año       |
| ------------------ | ----- | --------- |
| Green Cross-Temuco | Chile | 1975-1979 |
| Deportes Aviación  | Chile | 1980-1981 |
| Santiago Wanderers | Chile | 1982      |
| Audax Italiano     | Chile | 1983-1985 |
| Rangers            | Chile | 1986      |
| Iván Mayo          | Chile | 1987      |